# 33603 Saramason
33603 Saramason este o planetă minoră (asteroid), cu un diametru de 3,445 km, din centura de asteroizi. A fost descoperită pe 10 mai 1999 la Experimental Test Site⁠(d) de Lincoln Near-Earth Asteroid Research. 
Obiectul prezintă o orbită caracterizată de o semiaxă mare de 2,5952798 UAi, o excentricitate de 0,02, o înclinație de 5,9784 ° în raport cu ecliptica.